# Pyromania (singel)
Pyromania – piosenka wykonywana przez niemieckie trio Cascada. Pochodzi ona z czwartego albumu grupy Original Me (2011). Tekst do niej został napisany przez Allana Eshuys’a, DJ Maniana i Yanou. Premiera utworu miała miejsce 12 lutego 2010 roku, a wydany został on po raz pierwszy jako singiel 19 marca 2010 roku przez wytwórnię Zooland Records. Jest to piosenka electropop wykonywana przez Natalie Horler – śpiewa ona w całości utworu, można w nim również usłyszeć męskie głosy mówiące „Pyro-pyro”. Tekst piosenki jest grą słów – mówi o miłości w ogniu i obsesji z nią związaną. „Pyromania” została różnie odebrana przez krytyków. Jedni chwalą ją za to, jak łatwo piosenka wpada w ucho, inni natomiast twierdzą, że jest ona mało oryginalna. Utwór zapewnił Cascadzie sukces – „Pyromania” znalazła się w Top 40 w Austrii, Czechach, Niemczech, Holandii i Szkocji. Teledysk miał swoją premierę 17 lutego 2010 roku w brytyjskiej stacji telewizyjnej Clubland TV. Ukazuje on wokalistkę i tancerzy w różnych futurystycznych scenach, którym towarzyszą liczne eksplozje ognia. Cascada wykonała utwór „Pyromania” na żywo w niemieckim programie „The Dome” oraz na „The 2010 Pepsi B96 Summerbash”.

## Teledysk
Premiera teledysku miała miejsce wieczorem 17 lutego 2010 roku w serwisach Clubland i YouTube. Pokazuje on Natalie oraz tancerzy w różnych scenach. W jednej z nich pokazane są futurystyczne kule kosmiczne, w innej natomiast miejsce ma eksplozja, która zajmuje pół kadru. Teledysk nagrano w Toronto.

## Lista utworów
- Niemcy CD Single[3]

1. „Pyromania” (Radio Edit)  – 3:31
2. „Pyromania” (Spencer & Hill Airplay Mix)  – 5:40

- Niemcy Digital EP[4]

1. „Pyromania” (Radio Edit)  – 3:31
2. „Pyromania” (Spencer & Hill Airplay Mix)  – 5:40
3. „Pyromania” (Extended Mix)  – 5:31
4. „Pyromania” (Cahill Remix)  – 6:17
5. „Pyromania” (Dan Winter Remix)  – 5:32

- Wielka Brytania Digital Single[5]

1. „Pyromania” (Radio Edit)  – 3:31
2. „Pyromania” (Cahill Remix)  – 6:17

- USA Digital EP[6]

1. „Pyromania” (Radio Edit)  – 3:31
2. „Pyromania” (Wideboys Radio Edit)  – 3:06
3. „Pyromania” (Cahill Radio Edit)  – 3:26
4. „Pyromania” (Spencer & Hill Radio Edit)  – 3:39
5. „Pyromania” (Dan Winter Radio Edit)  – 3:44
6. „Pyromania” (Frisco Radio Edit)  – 3:13
7. „Pyromania” (Extended Mix)  – 5:31
8. „Pyromania” (Wideboys Remix) – 7:34
9. „Pyromania” (Cahill Remix)  – 6:17
10. „Pyromania” (Spencer & Hill Airplay Mix)  – 5:40
11. „Pyromania” (Dan Winter Remix)  – 5:32
12. „Pyromania” (Frisco Remix)  – 5:28

- Australia Digital EP[7]

1. „Pyromania” (Radio Edit)  – 3:31
2. „Pyromania” (Spencer & Hill Airplay Mix)  – 5:40
3. „Pyromania” (Extended Mix)  – 5:31
4. „Pyromania” (Cahill Remix)  – 6:17
5. „Pyromania” (Dan Winter Remix)  – 5:32
6. „Pyromania” (Wideboys Remix)  – 7:34
7. „Pyromania” (Music Video)  – 3:39

## Notowania
| Notowanie (2010) | Pozycja (najwyższa) |
| ---------------- | ------------------- |
| Austria          | 26                  |
| Czechy           | 32                  |
| Francja          | 11                  |
| Niemcy           | 21                  |
| TOP 40 Holandia  | 29                  |
| Szkocja          | 38                  |
| Wielka Brytania  | 60                  |
| UKdance          | 8                   |